# Cerise (satélite)

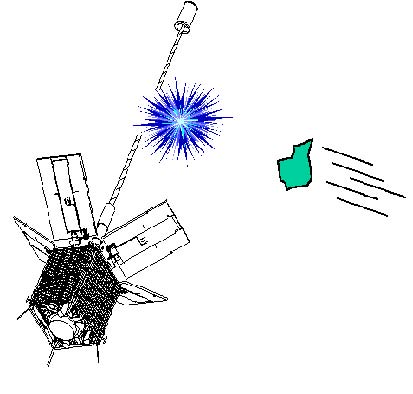
Ilustração mostrando o acidente do fragmento do Ariane com o Cerise.

Cerise era um satélite militar francês de reconhecimento. Foi atingido por um detrito espacial catalogado de um foguete Ariane em 1996, fazendo deste, o primeiro caso verificado de colisões entre dois objectos no espaço.
A colisão cortou 4,3 metros (13 pés) de uma porção de do sistema de estabilização gradual da gravidade da Cerise, o que deixou o satélite bem danificado.